# Kelurahan Pasar Bangko
Kelurahan Pasar Bangko is een bestuurslaag in het regentschap Merangin van de provincie Jambi, Indonesië. Kelurahan Pasar Bangko telt 2408 inwoners (volkstelling 2010).